# أودو سوزوكي
أودو سوزوكي (باليابانية: ウド鈴木؛ بالكانا: ウド すずき) هو ممثل هزلي ‏ ياباني، ولد في 19 يناير 1970 في تسوروكا في اليابان.